# Тіна Грімберг
Тіна Грімберг — рабин, представниця реконструктивістського юдаїзма, яка живе в Торонто, Онтаріо, Канада. З 2008 року вона є лідером міжрелігійного діалогу з мусульманами та християнами в Онтаріо. Грімберг брала активну участь у русі проти бідності в Канаді.

## Юність і молодість
Грімберг народилася 1963 року в Києві, Україна. Її сім'я переїхала до Сполучених Штатів, коли їй було шістнадцять років, і вона одразу ж долучилася до єврейської громади Індіанаполіса. У неї розвинувся пристрасний інтерес до єврейської спадщини, яка була так важкодоступною в її дитинстві.

## Рабинська школа
Спочатку Грімберг навчалася і працювала сімейним терапевтом, спеціалізуючись на жіночих проблемах і домашньому насильстві. Після навчання в Єврейському інституті релігії Єврейського коледжу при Єврейському союзі, вона отримала рабинський сан у 2001 році. Протягом п'яти років навчання у рабинській школі вона працювала стажером в Конгрегації Бет Елохім в Брукліні, Нью-Йорк. У той же період вона проводила семінари для міжконфесійних пар у Єврейському общинному центрі Верхнього Вест-Сайду.

## Рабинське життя
Після посвячення Грімберг служила помічницею рабина в Конгрегації Бет Елохім у Нью-Йорку. Пізніше Грімберг вийшла заміж за канадця Моше Шизгала, і вони переїхали до Канади. З 2002 року вона є рабином у Конгрегації Дархей Ноам, реконструктивістській синагозі Торонто.
У 2006—2007 роках вона започаткувала кампанію проти насильства щодо жінок у єврейській громаді у партнерстві з Єврейською службою сім'ї та дітей у Торонто та Міжнародним об'єднанням єврейських жінок Канади. У 2008 році вона стала членом Міжконфесійної коаліції з реформування соціальної допомоги (ISARC). У березні 2009 року вона брала участь у багатоконфесійному молитовному чуванні перед парламентом Онтаріо на знак солідарності з бідняками Торонто. 18 листопада 2010 року Форум ISARC зібрав 75 релігійних лідерів щодо поточних стратегій боротьби з бідністю. Ця подія привернула увагу християн, мусульман та юдеїв з регіонів Ошава, Торонто та Оттава.

## Твори
Книга Грімберг «Радянське дитинство поза межами» (Out of Line Growing Up Council) була опублікована у видавництві «Tundra Books» у жовтні 2007 року. Цей автобіографічний твір представляє погляд на життя молодої єврейської дівчини, яка росла з родиною в Києві в 1960-х і 1970-х роках. Книга отримала численні нагороди в Канаді, зокрема Меморіальну премію Френсіс і Самуеля Стайн у галузі молодіжної літератури та Бронзову нагороду «Книга року» від журналу «Foreword».